# Jim Cotter
Jim Cotter (ur. 15 października 1974 w Kamloops) – kanadyjski curler.
Jako 16-latek Cotter wygrał mistrzostwa Kolumbii Brytyjskiej juniorów. W rundzie grupowej Canadian Junior Curling Championships 1990 zespół wygrał 6 meczów, przegrywając 5. Bilans ten pozwolił na udział w barażu, w którym uczestniczyło aż 5 drużyn. Zespół Cottera przegrał jednak pierwsze dodatkowe spotkanie i uplasował się na 7. miejscu. Trzykrotnie triumfował w prowincjonalnej rywalizacji high school (1990, 1991, 1993). Będąc u kresu wieku juniorskiego, w 1995 zdołał ponownie wygrać mistrzostwa Kolumbii Brytyjskiej w tej kategorii, na arenie krajowej jego drużyna zajęła 4. pozycję.
W późniejszym okresie dołączył do dwukrotnego mistrza świata Pata Ryana, zagrywał kamienie na czwartej pozycji. W kanadyjskich kwalifikacjach do Zimowych Igrzysk Olimpijskich 2006 zespół ten zajął 5. miejsce.
Po przeprowadzce w 2007 Pata Ryana do drużyny dołączył i został kapitanem Bob Ursel. Zespół wygrał Mistrzostwa Kolumbii Brytyjskiej 2008 w finale pokonując Greya McAulaya. Reprezentanci prowincji na Tim Hortons Brier po wygranym barażu przeciwko Nowej Fundlandii i Labradorowi (Brad Gushue) awansowali do fazy finałowej. Zostali sklasyfikowani na 4. miejscu, w dolnym meczu Page play-off ulegli 7:9 Ontario (Glenn Howard). Rok później zespół z Kelowny zajął odległe 7. miejsce w mistrzostwach prowincji, w 2010 wygrał rundę grupową jednakże dwie porażki w fazie play-off dały 3. miejsce.
W sezonie 2010/2011 Ursel odniósł kontuzję kolana a funkcję skipa objął Jim Cotter. W 2011 Cotter wygrał swoje drugie mistrzostwa prowincji. Podczas Mistrzostw Kanady 2011 reprezentacja Kolumbii Brytyjskiej z bilansem 4 wygranych i 7 przegranych meczów została sklasyfikowana na 7. miejscu. W kolejnym roku Cotter ponownie wywalczył możliwość gry w mistrzostwach Kanady, z tym samym bilansem drużyna w Tim Hortons Brier 2012 zajęła 8. miejsce.
Wiosną 2013 ogłoszono, że w sezonie 2013/2014 do drużyny dołączy złoty medalista olimpijski z Vancouver, John Morris. Nowy zawodnik objął rolę kapitana i występował na trzeciej pozycji. Zespół rywalizował w kanadyjskich kwalifikacjach do Zimowych Igrzysk Olimpijskich 2014. Pokonując Brada Jacobsa 5:4 ekipa awansowała do turnieju głównego. Tam zespół Morrisa awansował do fazy play-off, w półfinale zwyciężył 7:5 nad Kevinem Martinem. Ostatecznie zajął 2. miejsce – w finale uległ 4:7 Bradowi Jacobsowi.
Drużyna triumfowała w Mistrzostwach Kolumbii Brytyjskiej 2014. Podczas rozgrywek krajowych Cotter dotarł do finału, w którym przegrał 5:10 z Albertą (Kevin Koe). W sezonie 2014/2015 Morris opuścił drużynę (dołączając do byłych zawodników Koe), Cotter ponownie został kapitanem.

## Wielki Szlem
| Turniej                | 2004/05 | 2005/06 | 2006/07 | 2007/08 | 2008/09 | 2009/10 | 2010/11 | 2011/12 | 2012/13 | 2013/14 | 2014/15 |
| ---------------------- | ------- | ------- | ------- | ------- | ------- | ------- | ------- | ------- | ------- | ------- | ------- |
| Canadian Open          | A       | QF      | A       | x       | x       | QF      | x       | x       | QF      | x       |         |
| Masters                | A       | A       | x       | A       | x       | A       | x       | x       | F       | A       | x       |
| The National           | A       | A       | A       | A       | x       | x       | x       | A       | x       | A       | A       |
| Elite 10               | –       | –       | –       | –       | –       | –       | –       | –       | –       | –       |         |
| Players’ Championships | x       | x       | A       | A       | A       | x       | A       | A       | QF      | A       |         |

| A  | = nie uczestniczył                         |
| x  | = nie zakwalifikował się do fazy finałowej |
| QF | = ćwierćfinał                              |
| SF | = półfinał                                 |
| F  | = finał                                    |
| W  | = zwycięstwo                               |

## Drużyna
|           | Czwarty         | Trzeci            | Drugi           | Otwierający     |
| --------- | --------------- | ----------------- | --------------- | --------------- |
| od 2014   | Jim Cotter      | Ryan Kuhn         | Tyrel Griffith  | Rick Sawatsky   |
| 2013/2014 | Jim Cotter      | John Morris       | Tyrel Griffith  | Rick Sawatsky   |
| 2012/2013 | Jim Cotter      | Jason Gunnlaugson | Tyrel Griffith  | Rick Sawatsky   |
| 2011/2012 | Jim Cotter      | Kevin Folk        | Tyrel Griffith  | Rick Sawatsky   |
| 2010/2011 | Jim Cotter      | Ken Maskiewich    | Kevin Folk      | Rick Sawatsky   |
| 2007/2010 | Jim Cotter      | Bob Ursel         | Kevin Folk      | Rick Sawatsky   |
| 2006/2007 | Jim Cotter      | Bob Ursel         | Kevin MacKenzie | Rick Sawatsky   |
| 2003/2006 | Jim Cotter      | Pat Ryan          | Kevin MacKenzie | Rick Sawatsky   |
| 1999/2001 | Cory Heggestad  | Jim Cotter        | Aron Herrick    | Trevor Miyahara |
| 1998/1999 | Jim Cotter      | Robert Kuroyama   | Kevin Miles     | Neal Dustin     |
| 1996/1997 | Robert Kuroyama | Jim Cotter        | Kevin Miles     | Neal Dustin     |
| 1994/1995 | Jim Cotter      | Brendan Willis    | Neal Dustin     | Grant Olsen     |
| 1989/1990 | Jim Cotter      | Nikko Bakker      | Ron Douglas     | Brian Fisher    |

## Canadian Team Ranking System
Pozycje drużyn Jima Cottera w rankingu CTRS:
- 2013/2014 – 8.[11]
- 2012/2013 – 10.
- 2011/2012 – 12.
- 2010/2011 – 12.
- 2009/2010 – 9.
- 2008/2009 – 16.
- 2007/2008 – 10.
- 2006/2007 – 28.